# Tachymarptis aequatorialis
El vencejo ecuatorial o vencejo multicolor (Tachymarptis aequatorialis), es una especie de ave apodiforme de la familia Apodidae.
Vive en África y su área de distribución está formada por multitud de parches inconexos, desde el sur del Sahara hasta el norte de la República Sudafricana, lo que ha motivado el aislamiento de las poblaciones y su diferenciación en cinco subespecies distintas. Su hábitat son las planicies de montaña, hasta los 3 000 m de altitud o más, donde se alimenta de todo tipo de insectos voladores.

## Subespecies y distribución[4]
̈Tachymarptis aequatorialis lowei (Bannerman, 1920). Desde el este de Sierra Leona a Nigeria
̈Tachymarptis aequatorialis bamendae (Serle, 1949). En Camerún
̈Tachymarptis aequatorialis furensis (Lynes, 1920). En Sudán
̈Tachymarptis aequatorialis aequatorialis (J. W. von Müller, 1851). En Etiopía, Mozambique, Zimbabue y Angola
̈Tachymarptis aequatorialis gelidus (Brooke, 1967). En Zimbabue